# Иван Паристый (поезд)
«Иван Паристый» — скоростной двухэтажный фирменный пассажирский поезд № 737А/738А, 739А/740А, 741В/742В Московского филиала ОАО «Федеральная пассажирская компания», ежедневно курсирующий тремя парами по маршруту Москва — Брянск — Москва.
До 01 октября 2018 года носил номер 099Ч/100Ч.

## История
Первый фирменный поезд между Москвой и Брянском был запущен в 1998 году под названием «Десна» в честь одноимённой реки, на которой стоит Брянск.
В 2006 году поезд «Десна» был переименован в память о начальнике Московской железной дороги Иване Леонтьевиче Паристом, который за 40 лет прошел длинный путь от дежурного по станции в Брянске до начальника Московской железной дороги, которым он оставался в течение 20 лет.
В 2018 году Федеральной пассажирской компанией было принято решение об отмене поезда, которое впоследствии реализовано, однако с 25 декабря 2019 года поезд вновь вернулся на путь в обновленном виде и с новым номерным наименованием.

## Интересные факты
- До отмены поезда в 2018 году имел особую бело-голубую ливрею.
- Эмблема поезда — золотая лавровая ветвь, которая была изображена на форме генералов железной дороги и которую также носил Иван Паристый.
- На 2023 год является одним из двух скоростных двухэтажных поездов, эксплуатируемых ОАО «Федеральная пассажирская компания». Вторым скоростным двухэтажным поездом является поезд № 737Ж/738Ж, 739Ж/740Ж Воронеж — Москва — Воронеж.

## Данные о поезде
Состав поезда состоит из:
- вагонов 1-го класса (60 мест), включая двухместное VIP-купе;
- вагонов 2-го класса (102 места);
- вагона со спальными местами СВ (30 мест);
- купейного вагона со спальными местами (64 места) – назначается в период повышенного спроса;
- вагона-бистро.

## Маршрут движения
Поезд следует через станции Калуга — Сергиев Скит и Сухиничи-Главные. В Москву пребывает и отправляется с Киевского вокзала.

## Расписание
| Поезд 737А Москва — Брянск | Поезд 737А Москва — Брянск | Поезд 737А Москва — Брянск |                       | Поезд 738А Брянск — Москва | Поезд 738А Брянск — Москва | Поезд 738А Брянск — Москва |
| Прибытие                   | Стоянка                    | Отправление                | Раздельные пункты     | Прибытие                   | Стоянка                    | Отправление                |
|                            |                            | 06:50                      | Москва — Киевская     | 11:10                      |                            |                            |
| 08:52                      | 3 мин                      | 08:55                      | Калуга — Сергиев Скит | 09:08                      | 3 мин                      | 09:11                      |
| 09:43                      | 4 мин                      | 09:47                      | Сухиничи — Главные    | 08:14                      | 4 мин                      | 08:18                      |
| 10:53                      |                            |                            | Брянск — Орловский    |                            |                            | 07:05                      |

| Поезд 739А Москва — Брянск | Поезд 739А Москва — Брянск | Поезд 739А Москва — Брянск |                       | Поезд 740А Брянск — Москва | Поезд 740А Брянск — Москва | Поезд 740А Брянск — Москва |
| Прибытие                   | Стоянка                    | Отправление                | Раздельные пункты     | Прибытие                   | Стоянка                    | Отправление                |
|                            |                            | 13:41                      | Москва — Киевская     |                            |                            | 17:31                      |
| 15:43                      | 3 мин                      | 15:46                      | Калуга — Сергиев Скит | 15:29                      | 3 мин                      | 15:32                      |
| 16:34                      | 4 мин                      | 16:38                      | Сухиничи — Главные    | 14:35                      | 4 мин                      | 14:39                      |
| 17:44                      |                            |                            | Брянск — Орловский    |                            |                            | 13:26                      |

| Поезд 741B Москва — Брянск | Поезд 741B Москва — Брянск | Поезд 741B Москва — Брянск |                       | Поезд 742B Брянск — Москва | Поезд 742B Брянск — Москва | Поезд 742B Брянск — Москва |
| Прибытие                   | Стоянка                    | Отправление                | Раздельные пункты     | Прибытие                   | Стоянка                    | Отправление                |
|                            |                            | 19:22                      | Москва — Киевская     | 23:10                      |                            |                            |
| 21:26                      | 3 мин                      | 21:29                      | Калуга — Сергиев Скит | 21:08                      | 3 мин                      | 21:11                      |
| 22:18                      | 4 мин                      | 22:22                      | Сухиничи — Главные    | 20:14                      | 4 мин                      | 20:18                      |
| 23:30                      |                            |                            | Брянск — Орловский    |                            |                            | 19:05                      |